# Liste der Kulturdenkmale in Havelberg
In der Liste der Kulturdenkmale in Havelberg sind alle Kulturdenkmale der Hansestadt Havelberg und ihrer Ortsteile aufgelistet. Grundlage ist das Denkmalverzeichnis des Landes Sachsen-Anhalt, das auf Basis des Denkmalschutzgesetzes des Landes Sachsen-Anhalt vom 21. Oktober 1991 durch das Landesamt für Denkmalpflege und Archäologie Sachsen-Anhalt erstellt und seither laufend ergänzt wurde (Stand: 31. Dezember 2022).

## Kulturdenkmale nach Ortsteilen

### HansestadtHavelberg
| Lage | Bezeichnung                 | Beschreibung | Erfassungs- nummer | Ausweisungsart | Bild |
| --- | --------------------------- | --- | ------------------ | -------------- | --- |
| Am Camps (Karte) | Park                        | | 094 98140          | Baudenkmal     | Park |
| Am Camps 1, 2, 3, 4, 5, 6, 7, 8, 9, 10, 11, 12, 13, 13a, 13b, Krugtorstraße 1, 2, 3, 4, 5, 6, 7, Lindenstraße 1a, 1, 2, 3, 4, 5 (Karte) | Am Camps                    | Villenkolonie, 2017 als Denkmal ausgewiesen | 107 35033          | Denkmalbereich | BW |
| Am Camps 2 (Karte) | Wohnhaus                    | | 094 98141          | Baudenkmal     | Wohnhaus |
| Am Camps 5 (Karte) | Garten                      | Wehrmanns Garten | 094 98142          | Baudenkmal     | Garten |
| Am Camps 6 (Karte) | Villa                       | | 094 35815          | Baudenkmal     | Villa |
| Am Camps 13 (Karte) | Wohnhaus                    | | 094 35816          | Baudenkmal     | Wohnhaus |
| Am kleinen Kirchhof 1–3, Domstraße 1–14, Fischerstraße 1–39, Havelvorland 1–5, Hinter der Kirche 1–14, Kirchplatz 3, 4, 7, 8, 9, Kirchstraße 2–11, Lange Straße 1–20, 20a, 21–41, Markt 1, 4–25, Marktstraße 1–10, Mühlenstraße 1–6, 6a, 7–14, Roßmühlenstege, Salzmarkt 1–16, Sandauer Straße 1–8, Scabellstraße 1–10, Schulstraße 1–12, Stadtgraben, Steinstraße 1–17, Uferstraße 1–15 (Karte) | Altstadt                    | Stadtinsel | 094 98138          | Denkmalbereich | Altstadt |
| Am kleinen Kirchhof 1 (Karte) | Wohnhaus                    | | 094 98144          | Baudenkmal     | BW |
| Am kleinen Kirchhof 3 (Karte) | Wohnhaus                    | Fachwerkgebäude | 094 98145          | Baudenkmal     | Wohnhaus |
| Amtstorstraße 1, 3, 5, 6, An der Freiheit 1, 2, 3, 3a, Domherrnstraße 1–7, 7a, 8–10, Domplatz 1–3, Krugtorstraße 8–10, Lindenstraße 6–11, Müllertor 1, 2, 2a, 3–6, Platz des Friedens 1–10, Probsteiplatz 1–3 (Karte) | Domfreiheit                 | | 094 98139          | Denkmalbereich | [[Vorlage:Bilderwunsch/code!/C:52.8284284,12.0788964!/D:Amtstorstraße 1, 3, 5, 6, An der Freiheit 1, 2, 3, 3a, Domherrnstraße 1–7, 7a, 8–10, Domplatz 1–3, Krugtorstraße 8–10, Lindenstraße 6–11, Müllertor 1, 2, 2a, 3–6, Platz des Friedens 1–10, Probsteiplatz 1–3,!/\|BW]] |
| An der Freiheit 1 (Karte) | Hospital                    | Domhospital, Altes Dom-Beguinen-Haus | 094 98146          | Baudenkmal     | Hospital |
| B 107, Abschnitt 16, km 2,2 (Karte) | Distanzstein                | | 094 36342          | Kleindenkmal   | BW |
| Bahnhofstraße 37, 38 (Karte) | Bahnhof                     | | 094 97951          | Baudenkmal     | Weitere Bilder |
| Bischofsberg 1, 1a, 2–59, Vor dem Steintor 2 (Karte) | Straßenzug                  | Bischofsberg, Saldernberg | 094 98147          | Denkmalbereich | Straßenzug |
| Bischofsberg 1 (Karte) | Wohnhaus                    | | 094 98148          | Baudenkmal     | Weitere Bilder |
| Bischofsberg 7 (Karte) | Wohnhaus                    | | 094 98149          | Baudenkmal     | BW |
| Bischofsberg 19 (Karte) | Wohnhaus                    | | 094 98150          | Baudenkmal     | Wohnhaus |
| Bischofsberg 20 (Karte) | Wohnhaus                    | | 094 98151          | Baudenkmal     | Wohnhaus |
| Bischofsberg 21 (Karte) | Wohnhaus                    | | 094 98152          | Baudenkmal     | Wohnhaus |
| Bischofsberg 22 (Karte) | Wohnhaus                    | | 094 98153          | Baudenkmal     | Wohnhaus |
| Bischofsberg 33 (Karte) | Wohnhaus                    | | 094 98156          | Baudenkmal     | Wohnhaus |
| Bischofsberg 56 (Karte) | Wohnhaus                    | | 094 98159          | Baudenkmal     | Wohnhaus |
| Calvarienweg (Karte) | Brücke                      | | 094 98160          | Baudenkmal     | BW |
| Calvarienweg 5 (Karte) | Wohnhaus                    | | 094 98161          | Baudenkmal     | BW |
| Cotheniusstraße, Flethe (Karte) | Friedhof                    | Domfriedhof, Neuer Kirchhof | 094 98162          | Baudenkmal     | Friedhof |
| Cotheniusstraße, Karl-Liebknecht-Straße Ecke Cotheniusstraße (Karte) | Wasserturm                  | Backsteinbau aus dem Jahr 1890. Der Kernbau entstand nach Plänen des Havelberger Maurermeisters Fritz Broder und des Zimmermeisters Pastor. Im Jahr 1933 umgebaut, seit 1991 als Baudenkmal eingetragen. Aktuelle Nutzung des Erdgeschosses durch ein Bistro. | 094 35819          | Baudenkmal     | Wasserturm |
| Domherrnstraße 2, 3 (Karte) | Wohnhaus                    | | 094 98163          | Baudenkmal     | Wohnhaus |
| Domherrnstraße 7, 7a (Karte) | Kurie Domherrnstraße 7, 7a  | in Fachwerkbauweise errichtete Kurie aus der ersten Hälfte des 18. Jahrhunderts | 094 98165          | Baudenkmal     | Kurie Domherrnstraße 7, 7a |
| Domherrnstraße 8 (Karte) | Kurie                       | | 094 98166          | Baudenkmal     | Kurie |
| Domherrnstraße 10 (Karte) | Propstei                    | | 094 98167          | Baudenkmal     | BW |
| Domplatz 3 (Karte) | Dom                         | St. Marien | 094 98143          | Baudenkmal     | Weitere Bilder |
| Domplatz 1, 2 (Karte) | Schule                      | Domschule | 094 98168          | Baudenkmal     | Schule |
| Domstraße 10 (Karte) | Wohn- und Geschäftshaus     | | 094 98169          | Baudenkmal     | Wohn- und Geschäftshaus |
| Elbstraße 3 (Karte) | Forsthaus Mühlenholz        | Forsthaus | 094 98172          | Baudenkmal     | Forsthaus Mühlenholz |
| Elbstraße 4a (Karte) | Buhnenmeisterhaus           | | 094 98173          | Baudenkmal     | Weitere Bilder |
| Fischerstraße 21 (Karte) | Wohnhaus                    | | 094 98175          | Baudenkmal     | BW |
| Fischerstraße 22 (Karte) | Wohnhaus                    | | 094 98176          | Baudenkmal     | Wohnhaus |
| Fischerstraße 23 (Karte) | Wohnhaus                    | | 094 98174          | Baudenkmal     | BW |
| Fischerstraße 32 (Karte) | Wohnhaus                    | | 094 98177          | Baudenkmal     | Wohnhaus |
| Fischerstraße 33 (Karte) | Wohnhaus                    | | 094 98178          | Baudenkmal     | Wohnhaus |
| Fischerstraße 34 (Karte) | Wohnhaus                    | | 094 98179          | Baudenkmal     | BW |
| Fischerstraße 37 (Karte) | Wohnhaus                    | | 094 98180          | Baudenkmal     | Wohnhaus |
| Fischerstraße 38 (Karte) | Wohnhaus                    | | 094 98181          | Baudenkmal     | Wohnhaus |
| Fleckengarten (Karte) | Friedhof                    | Jüdischer Friedhof Havelberg | 094 98182          | Baudenkmal     | Weitere Bilder |
| Flethe (Karte) | Weg                         | | 094 98183          | Denkmalbereich | Weg |
| Flethe, Krugtorstraße, Lindenstraße, Prälatenweg (Karte) | Mauer                       | | 094 98184          | Baudenkmal     | BW |
| Havelstraße 5 (Karte) | Wohnhaus                    | | 094 98185          | Baudenkmal     | BW |
| Havelstraße 50 (Karte) | Wohnhaus                    | | 094 98186          | Baudenkmal     | BW |
| Havelstraße 52 (Karte) | Wohnhaus                    | | 094 98187          | Baudenkmal     | BW |
| Havelstraße 68 (Karte) | Schule                      | Calvarienschule | 094 98188          | Baudenkmal     | BW |
| Havelvorland 1 (Karte) | Speicher                    | | 094 98189          | Baudenkmal     | Speicher |
| Hinter der Kirche 2 (Karte) | Wohnhaus                    | Das Fachwerkhaus steht an der Straßenecke mit der Roßmühlenstege. | 094 98190          | Baudenkmal     | Wohnhaus |
| Kirchplatz (Karte) | Stadtkirche                 | St. Laurentius | 094 98191          | Baudenkmal     | Weitere Bilder |
| Kirchplatz 3 (Karte) | Diakonat                    | Diakonat | 094 98192          | Baudenkmal     | Diakonat |
| Kirchplatz 4 (Karte) | Sonnenhaus Havelberg        | Pfarrhaus | 094 98193          | Baudenkmal     | Sonnenhaus Havelberg |
| Krugtorhohlweg (Karte) | Burggrafenstein             | 1912 errichtetes Denkmal für den Einzug des Burggrafen Friedrich VI. im Jahr 1412 in die Mark Brandenburg | 094 98194          | Baudenkmal     | Weitere Bilder |
| Krugtorstraße 6, 7 (Karte) | Wohnhaus                    | Wohnhaus | 094 35820          | Baudenkmal     | Wohnhaus |
| Krugtorweg (Karte) | Krugtorweg                  | seit dem Mittelalter genutzter Hohlweg, 2017 als Denkmal ausgewiesen | 107 35032          | Denkmalbereich | Krugtorweg |
| Lange Straße 6 (Karte) | Wohnhaus                    | Das Gebäude wurde 2015 bis auf Teile des Erdgeschosses abgerissen. | 094 98197          | Baudenkmal     | Wohnhaus |
| Lange Straße 7 Stadtinsel (Karte) | Ackerbürgerhaus             | Zur goldenen Krone | 094 98198          | Baudenkmal     | Ackerbürgerhaus |
| Lange Straße 8 (Karte) | Wohnhaus                    | | 094 98199          | Baudenkmal     | Wohnhaus |
| Lange Straße 10 (Karte) | Wohnhaus                    | | 094 98200          | Baudenkmal     | Wohnhaus |
| Lange Straße 12 (Karte) | Wohnhaus                    | | 094 98201          | Baudenkmal     | Wohnhaus |
| Lange Straße 13 (Karte) | Wohnhaus                    | Königl. Preuß. Privilegirtes Freÿ-Hauß, Anno 1759 | 094 98202          | Baudenkmal     | Wohnhaus |
| Lange Straße 15 (Karte) | Wohn- und Geschäftshaus     | | 094 98203          | Baudenkmal     | BW |
| Lange Straße 18 (Karte) | Wohnhaus                    | | 094 98204          | Baudenkmal     | Wohnhaus |
| Lange Straße 20a (Karte) | Postamt                     | | 094 98205          | Baudenkmal     | Postamt |
| Lange Straße 21 (Karte) | Wohn- und Geschäftshaus     | | 094 98206          | Baudenkmal     | Wohn- und Geschäftshaus |
| Lange Straße 41 (Karte) | Wohn- und Geschäftshaus     | | 094 98207          | Baudenkmal     | Wohn- und Geschäftshaus |
| Lehmkuhle 6 zwischen Friedensstraße, Friedhof, Bergkante und ehemaligen Kasernenbauten (Karte) | Kaserne                     | | 094 98208          | Denkmalbereich | BW |
| Lindenstraße 4 (Karte) | Wohnhaus                    | | 094 35817          | Baudenkmal     | Wohnhaus |
| Lindenstraße 5 (Karte) | Wohnhaus                    | | 094 98209          | Baudenkmal     | Wohnhaus |
| Lindenstraße 25 (Karte) | Wohnhaus                    | | 094 98210          | Baudenkmal     | Wohnhaus |
| Lindenstraße 26 (Karte) | Wohnhaus                    | | 094 98211          | Baudenkmal     | Wohnhaus |
| Lindenweg Friedhof (Karte) | Grabmal                     | | 094 98212          | Kleindenkmal   | BW |
| Markt 6 (Karte) | Wohnhaus                    | | 094 98214          | Baudenkmal     | Wohnhaus |
| Markt 7 (Karte) | Wohn- und Geschäftshaus     | | 094 98215          | Baudenkmal     | Wohn- und Geschäftshaus |
| Markt 8 (Karte) | Wohn- und Geschäftshaus     | | 094 98216          | Baudenkmal     | Wohn- und Geschäftshaus |
| Markt 9 (Karte) | Wohn- und Geschäftshaus     | | 094 98217          | Baudenkmal     | Wohn- und Geschäftshaus |
| Markt 1, 3 (Karte) | Rathaus                     | Erstes Rathaus nach 1310 nachgewiesen. In den folgenden Jahrzehnten bauten die Einwohner eine Gerichtslaube an, wie sie auch bei anderen Ratshäusern dieser Zeit üblich war (Wittstock/Dosse, Tangermünde). Im Jahr 1627 blieben nach dem Einfall der Dänen nur die mittelalterlichen Gewölbe im Ratskeller erhalten. 1678, also fünfzig Jahre darauf, war das Rathaus wieder aufgebaut und stand mit wenigen Veränderungen bis Mitte des 19. Jahrhunderts. Das aktuell erhaltene Ratsgebäude stammt aus dem Jahre 1854, im Jahr 1936 wurde bei einem Umbau die ehemalige Ratsapotheke mit in den Rathauskomplex einbezogen. Nach der Wende, 1995/1996 konnten die Stadtväter mithilfe von Städtebauförderungsmitteln das Rathaus 1995/96 umfassend sanieren. | 094 98213          | Baudenkmal     | Rathaus |
| Markt 10 (Karte) | Wohn- und Geschäftshaus     | | 094 98218          | Baudenkmal     | Wohn- und Geschäftshaus |
| Markt 12, 13 (Karte) | Wohn- und Geschäftshaus     | | 094 98219          | Baudenkmal     | Wohn- und Geschäftshaus |
| Markt 16, 17 (Karte) | Wohnhaus                    | | 094 98220          | Baudenkmal     | Wohnhaus |
| Markt 18 (Karte) | Wohnhaus                    | | 094 98221          | Baudenkmal     | Wohnhaus |
| Marktstraße 4 (Karte) | Wohnhaus                    | | 094 98222          | Baudenkmal     | Wohnhaus |
| Mühlenstraße 3 (Karte) | Wohnhaus                    | | 094 98223          | Baudenkmal     | Wohnhaus |
| Mühlenstraße 11 (Karte) | Wohnhaus                    | | 094 98226          | Baudenkmal     | Wohnhaus |
| Mühlenstraße 4, 5 (Karte) | Wohnhaus                    | | 094 98224          | Baudenkmal     | Wohnhaus |
| Müllertor 2, 2a, 3, 4 (Karte) | Häusergruppe                | | 094 98227          | Baudenkmal     | Häusergruppe |
| Neustädter Straße 37 (Karte) | Wohnhaus                    | | 094 98228          | Baudenkmal     | BW |
| Pestalozzistraße 5 (Karte) | Schule                      | Seminargebäude | 094 98229          | Baudenkmal     | BW |
| Platz des Friedens (Karte) | Gedenkstätte                | | 094 98230          | Baudenkmal     | Gedenkstätte |
| Platz des Friedens 9 (Karte) | Wohnhaus                    | | 094 98232          | Baudenkmal     | Wohnhaus |
| Platz des Friedens 10 (Karte) | Kantorat                    | | 094 98233          | Baudenkmal     | Kantorat |
| Pritzwalker Straße, Kreuzung Wilsnacker und Pritzwalker Straße (Karte) | Distanzstein                | | 094 98235          | Kleindenkmal   | Distanzstein |
| Pritzwalker Straße, Friedhof (Karte) | Grabmal                     | | 094 98234          | Kleindenkmal   | BW |
| Pritzwalker Straße 5 (Karte) | Wohnhaus                    | | 094 98237          | Baudenkmal     | Wohnhaus |
| Pritzwalker Straße 45 (Karte) | Wohnhaus                    | | 094 98236          | Baudenkmal     | Wohnhaus |
| Probsteiplatz 1 (Karte) | Superintendentur            | Thulemeyersche Curii (lt. Plan von Thal, 1797) | 094 98238          | Baudenkmal     | Superintendentur |
| Probsteiplatz 2 (Karte) | Wohnhaus                    | | 094 98240          | Baudenkmal     | Wohnhaus |
| Probsteiplatz 3 (Karte) | Dechanei                    | | 094 98239          | Baudenkmal     | Dechanei |
| Rathenower Straße 7 (Karte) | Villa                       | | 094 98241          | Baudenkmal     | Villa |
| Rathenower Straße 8 (Karte) | Wohnhaus                    | | 094 35821          | Baudenkmal     | Wohnhaus |
| Salzmarkt 1 (Karte) | Kapelle                     | Beguinenhaus: Als Hospitalkapelle Heiliggeist im Mittelalter errichtet; das Sandsteinrelief über dem Eingang zeigt die Geißelung und Kreuzigung Christi. Nach der Reformation wurde ein Hospital zur Krankenpflege und Leichenbettung daraus, betrieben von der christlichen Gemeinschaft der Beginen (wegen der Herkunft aus der französischen Sprache auch Beguinen geschrieben). | 094 98242          | Baudenkmal     | Weitere Bilder |
| Salzmarkt 5 (Karte) | Feuerwache                  | Das schlichte Gebäude wurde 1907 fertiggestellt, wie die Giebelinschrift zeigt. Als Schmuck und Hinweis auf die Nutzung des Hauses ist an der Fassade oberhalb der zwei Autoeinfahrten ein Flachrelief mit Symbolen der Feuerwehr eingearbeitet. | 094 98243          | Baudenkmal     | Feuerwache |
| Sandauer Brücke (Karte) | Pegelhaus                   | | 094 35818          | Baudenkmal     | Pegelhaus |
| Sandauer Straße 1 (Karte) | Wohnhaus                    | | 094 98245          | Baudenkmal     | Wohnhaus |
| Sandauer Straße 2 (Karte) | Wohnhaus                    | | 094 98246          | Baudenkmal     | Wohnhaus |
| Sandauer Straße 3 (Karte) | Wohnhaus                    | | 094 98247          | Baudenkmal     | Wohnhaus |
| Sandauer Straße 4 (Karte) | Wohnhaus                    | | 094 98248          | Baudenkmal     | Wohnhaus |
| Scabellstraße 5 (Karte) | Wohnhaus                    | | 094 98249          | Baudenkmal     | Wohnhaus |
| Schulstraße 1 (Karte) | Schule                      | Ehemalige Stadtschule | 094 98250          | Baudenkmal     | Schule |
| Schulstraße 5, 6 (Karte) | Gasthof                     | Hamburger Hof | 094 98251          | Baudenkmal     | Gasthof |
| Steinstraße 1 (Karte) | Wohn- und Geschäftshaus     | | 094 98252          | Baudenkmal     | Wohn- und Geschäftshaus |
| Steinstraße 4 (Karte) | Kaufmannshaus Steinstraße 4 | 1715 errichtetes Fachwerkhaus | 094 98253          | Baudenkmal     | Kaufmannshaus Steinstraße 4 |
| Steinstraße 9 (Karte) | Wohn- und Geschäftshaus     | | 094 36285          | Baudenkmal     | Wohn- und Geschäftshaus |
| Steinstraße 17 (Karte) | Wohn- und Geschäftshaus     | | 094 98255          | Baudenkmal     | Wohn- und Geschäftshaus |
| Vor dem Steintor (Karte) | Kapelle                     | St.-Annen-und-Gertrauden-Kapelle Die Kapelle ist im 15. Jahrhundert als Hospitalkapelle entstanden. Das (nicht mehr vorhandene) Hospital diente der Pflege und Unterkunft von Pilgern, die unterwegs zur Wunderblutkirche in Wilsnack waren. Denkmalgerecht saniert, wird das Kirchlein seit 1995 für Eheschließungen genutzt. | 094 98256          | Baudenkmal     | Kapelle |
| Vor dem Steintor 1 (Karte) | Wirtschaftsgebäude          | | 094 98257          | Baudenkmal     | Wirtschaftsgebäude |
| Vor dem Steintor 21b (Karte) | Wohnhaus                    | | 094 98258          | Baudenkmal     | Wohnhaus |
| Weinbergstraße 21 (Karte) | Wohnhaus                    | Spätbarocker Fachwerkbau von 1775 mit Krüppelwalmdach, Lehmwickeldecken und -wänden. Ehemaliges Fischerhaus. Eines der am besten erhaltenen bauzeitlichen Gebäude in der Weinbergstraße. Das Gebäude wurde vor dem Abbruch gerettet und wird seit Oktober 2018 aufwendig saniert. | 094 98267          | Baudenkmal     | Wohnhaus |
| Weinbergstraße 64, Einmündung der Flethe, unter SO-Ecke des Dombezirks (Karte) | Wasserwerk                  | | 094 98259          | Baudenkmal     | Wasserwerk |
| Weinbergstraße 64, 65, 66, 67, 68, 69, 70, 71, 72, 73, 74, 75, 76, 77, 78, 79, 80, 81, 82, 83, 84, 85, 86, 87 (Karte) | Straßenzug                  | Köperberg | 094 98260          | Denkmalbereich | Straßenzug |
| Weinbergstraße 67 (Karte) | Wohnhaus                    | | 094 98261          | Baudenkmal     | Wohnhaus |
| Weinbergstraße 73 (Karte) | Wohnhaus                    | | 094 98262          | Baudenkmal     | Wohnhaus |
| Weinbergstraße 81 (Karte) | Wohnhaus                    | | 094 98263          | Baudenkmal     | Wohnhaus |
| Weinbergstraße 87 (Karte) | Wohnhaus                    | | 094 98266          | Baudenkmal     | Wohnhaus |
| Wilsnacker Straße 4 (Karte) | Wohnhaus                    | | 094 98268          | Baudenkmal     | BW |
| Wilsnacker Straße 5 (Karte) | Wohnhaus                    | | 094 98269          | Baudenkmal     | BW |
| verlängerte Neustädter Straße Theerofen (Karte) | Forsthof                    | Revierförsterei Theerofen | 094 35830          | Baudenkmal     | BW |

### Dahlen
| Lage    | Bezeichnung            | Beschreibung | Erfassungs- nummer | Ausweisungsart | Bild                   |
| ------- | ---------------------- | ------------ | ------------------ | -------------- | ---------------------- |
| (Karte) | Transformatorenstation |              | 094 98444          | Baudenkmal     | Transformatorenstation |

### Damerow
| Lage                               | Bezeichnung | Beschreibung | Erfassungs- nummer | Ausweisungsart | Bild                                                                                      |
| ---------------------------------- | ----------- | ------------ | ------------------ | -------------- | ----------------------------------------------------------------------------------------- |
| Dorfstraße 7 Klein Damerow (Karte) | Bauernhaus  |              | 094 50277          | Baudenkmal     | [[Vorlage:Bilderwunsch/code!/C:52.822205,12.216046!/D:Dorfstraße 7 Klein Damerow,!/\|BW]] |
| Dorfstraße 34 (Karte)              | Herrenhaus  |              | 094 35812          | Baudenkmal     | BW                                                                                        |

### Garz
| Lage                                                 | Bezeichnung  | Beschreibung | Erfassungs- nummer | Ausweisungsart               | Bild           |
| ---------------------------------------------------- | ------------ | --- | ------------------ | ---------------------------- | -------------- |
| an der Havel (Karte)                                 | Staudamm     | Staudamm Stauhaltung Untere Havel | 094 25482          | Baudenkmal                   | Staudamm       |
| an der Havel                                         | Staudamm     | Staudamm | 094 25482 001      | Teilobjekt eines Baudenkmals |                |
| Alte Kirchstraße (Karte)                             | Kirche       | Kirche Die Fachwerkkirche mit achteckigem Grundriss wurde 1688 erbaut. Sie hat einen Anbau für Eingang und Sakristei. Ein geschweifter Turmhelm schließt den weiß verputzten Kirchturm ab. | 094 98419          | Baudenkmal                   | Weitere Bilder |
| Alte Kirchstraße 1–15 (Karte)                        | Ortskern     | Ortskern Das Bild zeigt links und rechts zwei Wohnhäuser im Dorfzentrum, dazwischen das Pfarrhaus und die Kirche. Gesehen von der Havel aus.                                               | 094 98418          | Denkmalbereich               | Ortskern       |
| Alte Kirchstraße 3 (Karte)                           | Bauernhaus   | | 094 98420          | Baudenkmal                   | Bauernhaus     |
| Alte Kirchstraße 4 (Karte)                           | Bauernhaus   | | 094 98421          | Baudenkmal                   | Bauernhaus     |
| Alte Kirchstraße 5 (Karte)                           | Bauernhof    | | 094 98422          | Baudenkmal                   | Bauernhof      |
| Alte Kirchstraße 6 (Karte)                           | Bauernhof    | | 094 98423          | Baudenkmal                   | Bauernhof      |
| Alte Kirchstraße 8 (Karte)                           | Bauernhaus   | | 094 98424          | Baudenkmal                   | Bauernhaus     |
| Alte Kirchstraße 12 (Karte)                          | Bauernhaus   | | 094 98425          | Baudenkmal                   | Bauernhaus     |
| Am Wehl 1, 2, 3 an der Straße nach Havelberg (Karte) | Häusergruppe | | 094 98417          | Denkmalbereich               | BW             |
| Schleusenstraße 15, 16, 17, 18, 19 (Karte)           | Häusergruppe | | 094 98426          | Denkmalbereich               | BW             |
| Schleusenstraße 23 (Karte)                           | Wohnhaus     | | 094 98427          | Baudenkmal                   | Wohnhaus       |

### Jederitz
| Lage                                                                                      | Bezeichnung | Beschreibung | Erfassungs- nummer | Ausweisungsart | Bild     |
| ----------------------------------------------------------------------------------------- | ----------- | ------------ | ------------------ | -------------- | -------- |
| Dorfstraße (Karte)                                                                        | Kirche      |              | 094 98433          | Baudenkmal     | Kirche   |
| Dorfstraße 18, 19, 20, 20a, 21, 22, 23, 24, 25, 26, 27, 28a, 28b, 29, 30, 31, 32a (Karte) | Ortskern    |              | 094 98428          | Denkmalbereich | Ortskern |
| Dorfstraße 18 (Karte)                                                                     | Schule      |              | 094 98429          | Baudenkmal     | Schule   |
| Dorfstraße 20 (Karte)                                                                     | Altenteil   |              | 094 98432          | Baudenkmal     | BW       |
| Dorfstraße 33 (Karte)                                                                     | Forstamt    |              | 094 98431          | Baudenkmal     | Forstamt |

### Kuhlhausen
| Lage                                     | Bezeichnung    | Beschreibung | Erfassungs- nummer | Ausweisungsart | Bild           |
| ---------------------------------------- | -------------- | ------------ | ------------------ | -------------- | -------------- |
| Ringstraße 6, 8, 9, 11–17, 20–25 (Karte) | Ortskern       |              | 094 98451          | Denkmalbereich | Ortskern       |
| Ringstraße (Karte)                       | Kirche         |              | 094 98452          | Baudenkmal     | Kirche         |
| Ringstraße 13 (Karte)                    | Bauernhaus     |              | 094 98453          | Baudenkmal     | Bauernhaus     |
| Ringstraße 15 (Karte)                    | Wohnhaus       |              | 094 98454          | Baudenkmal     | Wohnhaus       |
| Ringstraße 16 (Karte)                    | Schule         |              | 094 98455          | Baudenkmal     | BW             |
| Straukenweg 10 (Karte)                   | Kolonistenhaus |              | 094 98456          | Baudenkmal     | Kolonistenhaus |

### Kümmernitz
| Lage                                                                   | Bezeichnung | Beschreibung | Erfassungs- nummer | Ausweisungsart | Bild      |
| ---------------------------------------------------------------------- | ----------- | ------------ | ------------------ | -------------- | --------- |
| Kreisstraße K1, Abschnitt 0,0 (Karte)                                  | Wegweiser   |              | 094 50259          | Kleindenkmal   | Wegweiser |
| Straße von Kümmernitz nach Vehlgast, am Wege nach Voigtsbrügge (Karte) | Wegweiser   |              | 094 50260          | Kleindenkmal   | Wegweiser |
| Dorfstraße 7 (Karte)                                                   | Forstamt    |              | 094 35805          | Baudenkmal     | Forstamt  |

### Müggenbusch
| Lage                                | Bezeichnung            | Beschreibung         | Erfassungs- nummer | Ausweisungsart | Bild |
| ----------------------------------- | ---------------------- | -------------------- | ------------------ | -------------- | ---- |
| im Wald (Karte)                     | Friedhof               | Interniertenfriedhof | 094 98276          | Baudenkmal     | BW   |
| Julianenhof (Karte)                 | Jagdhof                | Julianenhof          | 094 35822          | Baudenkmal     | BW   |
| Dorfstraße Ortseingang (Karte)      | Transformatorenstation |                      | 094 98272          | Baudenkmal     | BW   |
| Waldgehöft 1 (Karte)                | Jagdhof                | Jagdhof Barella      | 094 98270          | Baudenkmal     | BW   |
| Waldgehöft 4 Damelacker Weg (Karte) | Forsthof               | Rotes Haus           | 094 98271          | Baudenkmal     | BW   |

### Nitzow
| Lage                                          | Bezeichnung        | Beschreibung | Erfassungs- nummer | Ausweisungsart | Bild               |
| --------------------------------------------- | ------------------ | ------------ | ------------------ | -------------- | ------------------ |
| Dorfstraße Abzweig Bahnhofstraße (Karte)      | Distanzstein       |              | 094 98435          | Kleindenkmal   | Distanzstein       |
| Dorfstraße Ortsausgang nach Quitzöbel (Karte) | Distanzstein       |              | 094 98436          | Kleindenkmal   | BW                 |
| Bahnhofstraße 11 (Karte)                      | Bahnhof            |              | 094 98434          | Baudenkmal     | Weitere Bilder     |
| Dorfstraße (Karte)                            | Kirche             |              | 094 98437          | Baudenkmal     | Weitere Bilder     |
| Dorfstraße 15, 16 (Karte)                     | Bauernhof          |              | 094 98438          | Baudenkmal     | Bauernhof          |
| Dorfstraße 20 (Karte)                         | Bauernhof          |              | 094 98439          | Baudenkmal     | Bauernhof          |
| Dorfstraße 24 (Karte)                         | Wirtschaftsgebäude |              | 094 98440          | Baudenkmal     | Wirtschaftsgebäude |
| Dorfstraße 26 (Karte)                         | Bauernhof          |              | 094 98441          | Baudenkmal     | Bauernhof          |
| Dorfstraße 54 (Karte)                         | Wohnhaus           |              | 094 98442          | Baudenkmal     | Wohnhaus           |
| Dorfstraße 86 (Karte)                         | Bauernhof          |              | 094 98443          | Baudenkmal     | Bauernhof          |

### Toppel
| Lage                  | Bezeichnung | Beschreibung | Erfassungs- nummer | Ausweisungsart | Bild       |
| --------------------- | ----------- | ------------ | ------------------ | -------------- | ---------- |
| Dorfstraße (Karte)    | Kirche      |              | 094 98273          | Baudenkmal     | Kirche     |
| Dorfstraße 9 (Karte)  | Bauernhof   |              | 094 98274          | Baudenkmal     | Bauernhof  |
| Dorfstraße 10 (Karte) | Bauernhaus  |              | 094 98275          | Baudenkmal     | Bauernhaus |

### Vehlgast
| Lage | Bezeichnung        | Beschreibung                          | Erfassungs- nummer | Ausweisungsart | Bild               |
| --- | ------------------ | ------------------------------------- | ------------------ | -------------- | ------------------ |
| Alte Havelschleife (Karte)                                                                                              | Pumpwerk           | Pumpwerk 2021 als Denkmal ausgewiesen | 094 22065          | Baudenkmal     | Pumpwerk           |
| Dorfstraße 5 (Karte) | Wirtschaftsgebäude |                                       | 094 50258          | Baudenkmal     | Wirtschaftsgebäude |
| Dorfstraße 12 (Karte)                                                                                                   | Kirche             |                                       | 094 50257          | Baudenkmal     | Kirche             |
| Dorfstraße 18a (Karte)                                                                                                  | Bauernhaus         |                                       | 094 35807          | Baudenkmal     | Bauernhaus         |
| Dorfstraße 23 (Karte)                                                                                                   | Bauernhaus         |                                       | 094 35808          | Baudenkmal     | Bauernhaus         |
| Dorfstraße 24 (Karte)                                                                                                   | Bauernhaus         |                                       | 094 35809          | Baudenkmal     | Bauernhaus         |
| Dorfstraße 25 (Karte)                                                                                                   | Bauernhaus         |                                       | 094 35810          | Baudenkmal     | Bauernhaus         |
| Dorfstraße 26 (Karte)                                                                                                   | Wohnhaus           |                                       | 094 35811          | Baudenkmal     | Wohnhaus           |
| Vehlgast 1, 1a, 2, 3, 4, 5, 6, 7, 8, 8a, 8b, 9, 10, 11, 12, 13, 14, 14a, 14b 14c, 14d, 14e, 15, 16 am Havelufer (Karte) | Ortskern           |                                       | 094 35806          | Denkmalbereich | Weitere Bilder     |

### Waldfrieden
| Lage                                                                 | Bezeichnung | Beschreibung | Erfassungs- nummer | Ausweisungsart                                | Bild           |
| -------------------------------------------------------------------- | ----------- | ------------ | ------------------ | --------------------------------------------- | -------------- |
| 5, 6, 10, 11, 12, 20, 21, 22, 23, 24, 25, 26, 27, 28, 29, 39 (Karte) | Rittergut   |              | 094 35827          | Denkmalbereich                                | Weitere Bilder |
| Waldfrieden (Karte)                                                  | Kapelle     | Kapelle      | 094 35827 001      | Teilobjekt eines Denkmalbereichs - Baudenkmal | Kapelle        |
| Waldfrieden (Karte)                                                  | Meilenstein |              |                    |                                               | BW             |

### Warnau
| Lage                                  | Bezeichnung | Beschreibung                      | Erfassungs- nummer | Ausweisungsart                                | Bild           |
| ------------------------------------- | ----------- | --------------------------------- | ------------------ | --------------------------------------------- | -------------- |
| an der Havel                          | Staudamm    | Staudamm Stauhaltung Untere Havel | 094 25481          | Denkmalbereich                                |                |
| an der Havel                          | Staudamm    | Staudamm                          | 094 25481 001      | Teilobjekt eines Denkmalbereichs - Baudenkmal |                |
| Alte Lindenstraße 1–15, 32–40 (Karte) | Ortskern    |                                   | 094 98448          | Denkmalbereich                                | BW             |
| Alte Lindenstraße Dorfanger (Karte)   | Kirche      |                                   | 094 98449          | Baudenkmal                                    | Weitere Bilder |
| Neue Straße 3 (Karte)                 | Bauernhof   |                                   | 094 98445          | Baudenkmal                                    | BW             |
| Neue Straße 5 (Karte)                 | Bauernhof   |                                   | 094 98446          | Baudenkmal                                    | BW             |
| Neue Straße 6 (Karte)                 | Bauernhof   |                                   | 094 98447          | Baudenkmal                                    | BW             |

## Ehemalige Kulturdenkmale nach Ortsteilen
Die nachfolgenden Objekte waren ursprünglich ebenfalls denkmalgeschützt oder wurden in der Literatur als Kulturdenkmale geführt. Die Denkmale bestehen heute jedoch nicht mehr, ihre Unterschutzstellung wurde aufgehoben oder sie werden nicht mehr als Denkmale betrachtet.

### Hansestadt Havelberg
| Lage                          | Bezeichnung | Beschreibung                      | Erfassungs- nummer | Ausweisungsart | Bild |
| ----------------------------- | ----------- | --------------------------------- | ------------------ | -------------- | ---- |
| Bischofsberg 24 (alt) (Karte) | Wohnhaus    | Ruine                             | 094 98154          | Baudenkmal     | BW   |
| Bischofsberg 25 (Karte)       | Wohnhaus    | Ruine                             | 094 98155          | Baudenkmal     | BW   |
| Bischofsberg 37 (Karte)       | Wohnhaus    | abgerissen                        | 094 98157          | Baudenkmal     | BW   |
| Bischofsberg 42 (Karte)       | Wohnhaus    | Ruine                             | 094 98158          | Baudenkmal     | BW   |
| Domherrnstraße 4 (Karte)      | Wohnhaus    | abgerissen                        | 094 98164          | Baudenkmal     | BW   |
| Elbstraße 1                   | Wohnhaus    |                                   | 094 98170          | Baudenkmal     |      |
| Elbstraße 2 (Karte)           | Wohnhaus    | abgerissen, jetzt Haus der Flüsse | 094 98171          | Baudenkmal     | BW   |
| Gartenweg 3                   | Wohnhaus    |                                   | 094 98450          | Baudenkmal     |      |
| Mühlenstraße 6                | Wohnhaus    |                                   | 094 98225          | Baudenkmal     |      |
| Platz des Friedens 5          | Wohnhaus    |                                   | 094 98231          | Baudenkmal     |      |
| Salzmarkt 6                   | Wohnhaus    |                                   | 094 98244          | Baudenkmal     |      |
| Weinbergstraße 82             | Wohnhaus    |                                   | 094 98264          | Baudenkmal     |      |

### Jederitz
| Lage                  | Bezeichnung        | Beschreibung | Erfassungs- nummer | Ausweisungsart | Bild |
| --------------------- | ------------------ | ------------ | ------------------ | -------------- | ---- |
| Dorfstraße 23 (Karte) | Wirtschaftsgebäude |              | 094 98430          | Baudenkmal     | BW   |

## Legende
In den Spalten befinden sich folgende Informationen:
- Lage: Nennt den Straßennamen und wenn vorhanden die Hausnummer des Kulturdenkmals. Die Grundsortierung der Liste erfolgt nach dieser Adresse. Der Link „Karte“ führt zu verschiedenen Kartendarstellungen und nennt die geographischen Koordinaten.
Link zu einem Kartenansichtstool, um Koordinaten zu setzen. In der Kartenansicht sind Baudenkmale ohne Koordinaten mit einem roten bzw. orangen Marker dargestellt und können in der Karte gesetzt werden. Baudenkmale ohne Bild sind mit einem blauen bzw. roten Marker gekennzeichnet, Baudenkmale mit Bild mit einem grünen bzw. orangen Marker.
- Offizielle Bezeichnung: Nennt den Namen, die Bezeichnung oder zumindest die Art des Kulturdenkmals und verlinkt, soweit vorhanden, auf den Artikel zum Objekt.
- Beschreibung: Nennt bauliche und geschichtliche Einzelheiten des Kulturdenkmals, vorzugsweise die Denkmaleigenschaften.
- Erfassungsnummer: Für jedes Kulturdenkmal wird in Sachsen-Anhalt eine 20stellige Erfassungsnummer vergeben. Die letzten zwölf Ziffern werden für die Untergliederung nach Teilobjekten genutzt und werden nur angegeben, soweit vergeben. In dieser Spalte kann sich folgendes Icon  befinden, dies führt zu Angaben zu diesem Baudenkmal bei Wikidata.
- Ausweisungsart: Die Einordnung des Denkmales nach § 2 Abs. 2 DenkmSchG LSA
- Bild: Ein Bild des Denkmales, und gegebenenfalls einen Link zu weiteren Fotos des Kulturdenkmals im Medienarchiv Wikimedia Commons. Wenn man auf das Kamerasymbol klickt, können Fotos zu Kulturdenkmalen aus dieser Liste hochgeladen werden: